# Binneya notabilis
Binneya notabilis är en snäckart som beskrevs av James Graham Cooper 1863. Binneya notabilis ingår i släktet Binneya och familjen skogssniglar. IUCN kategoriserar arten globalt som otillräckligt studerad. Inga underarter finns listade i Catalogue of Life.